# At Last
«At Last» (Por Fin en español) es una canción escrita por Mack Gordon y Harry Warren para la película musical Sun Valley Serenade (1941). Glenn Miller y su orquesta grabaron la melodía varias veces, con una versión de 1942 que alcanzó el número dos en la lista de música pop Billboard de EE. UU.
Fue conocida por la versión realizada por la cantante de R&B Etta James en 1960, quién grabó una versión del tema en que improvisó en la melodía de Warren. La versión de James fue la canción principal en su álbum debut At Last! (1960) y fue incluido en el Grammy Hall of Fame en 1999. Celine Dion y Beyoncé también grabaron y lanzaron sus versiones como sencillo, las cuales entraron en diversas listas musicales.

## Versión de Glenn Miller
Antes del lanzamiento de Sun Valley Serenade, «At Last» fue interpretada en la película por Glenn Miller y su orquesta, con voces de John Payne y Lynn Bari. Las voces de Payne y Bari finalmente fueron eliminadas, aunque las versiones instrumentales permanecieron en la película.
Glenn Miller realizó grabaciones inéditas de la canción en 1941. Una nueva versión fue grabada por Glenn Miller and His Orchestra en Hollywood el 20 de mayo de 1942, y lanzada por RCA Victor Records como sencillo. La canción entró en las listas pop de popularidad estadounidense el 1 de agosto de 1942 en el número 17, y alcanzó su punto máximo en el número dos el 29 de agosto de 1942. Se mantuvo en las listas por un total de 17 semanas.

## Versión de Etta James
La canción se convirtió en la más emblemática de Etta James y fue la tercera de una serie de canciones exitosas de su álbum debut At Last!. En abril de 1961, se convirtió en su segundo sencillo de R&B, alcanzando la posición 47 en el Billboard Hot 100. A pesar de su modesta posición en la lista, la canción es conocida y todavía se reproduce regularmente en las viejas estaciones de radio.
Después de que uno de los otros sencillos de James, «Something's Got a Hold on Me», se mostrara en los sencillos exitosos de 2011 («Levels» de Avicii y «Good Feeling» de Flo Rida), «At Last» alcanzó en el Reino Unido por primera vez el número 69. Tras la muerte de James en 2012, se ubicó en el top 40.
Posicionamiento en listas
| Listas (1961)                            | Mejor posición |
| ---------------------------------------- | -------------- |
| Estados Unidos (Billboard Hot 100)       | 47             |
| Estados Unidos (Cash Box Top 100)        | 30             |
| Estados Unidos (Billboard Hot R&B Sides) | 2              |
| Listas (2011)                            | Mejor posición |
| Reino Unido (UK Singles Chart)           | 69             |
| Listas (2012)                            | Mejor posición |
| Australia (ARIA)                         | 72             |
| Irlanda (IRMA)                           | 33             |
| Reino Unido (UK Singles Chart)           | 39             |

Certificaciones
| País        | Organismo certificador | Certificación | Ventas certificadas | Ref    |
| ----------- | ---------------------- | ------------- | ------------------- | ------ |
| Italia      | FIMI                   | Oro           | 25 000              | [ 11 ] |
| Reino Unido | BPI                    | Oro           | 400 000             | [ 12 ] |

## Versión de Céline Dion
«At Last» fue hecha también por Céline Dion que fue incluida en su álbum de 2002 A New Day Has Come. Su versión fue producida por Humberto Gatica y Guy Roche, y lanzada como sencillo promocional en los Estados Unidos el 9 de diciembre de 2002. Sin embargo, no hubo un video musical para la canción. También fue el último sencillo lanzado del álbum A New Day Has Come.
Alcanzó el número 16 en las Hot Contemporary Contemporary Tracks. Se incluyó una versión en vivo de esta canción en el álbum A New Day ... Live in Las Vegas en 2004. Ella ha interpretado la canción en varios programas de televisión.
Recepción crítica
El editor de la revista Barnes & Noble comentó: «Su sólida interpretación de At Last de Etta James debería satisfacer a sus admiradores enamorados». Sal Cinquemani de Slant Magazine lo llamó «una interpretación conmovedora». Chuck Taylor de Billboard dijo que este «estándar» sirve para sus fanáticos adultos.
Posicionamiento en listas
| Listas (2002)                       | Mejor posición |
| ----------------------------------- | -------------- |
| Estados Unidos (Adult Contemporary) | 16             |

## Versión de Beyoncé
«At Last» fue cantada también por Beyoncé Knowles e incluida en la película Cadillac Records. En esta versión cinematográfica , Beyoncé Knowles interpreta a Etta James. Knowles también cantó la canción a Barack Obama en la gala en que Obama tomó posesión como presidente de Estados Unidos. Esta versión fue criticada por Etta James. Pero le valió el Grammy Best Traditional R&B Vocal Performance.
Presentaciones en vivo
«At Last» fue interpretada en vivo por primera vez por Beyoncé durante las Fashion Rocks de 2008 el 5 de septiembre de 2008 como un homenaje a James. Ella tenía un peinado rubio para que se viera como la cantante. Lizzie Smith de Daily Mail, escribió que tuvo una "actuación sorprendente". La versión en vivo de la canción en el show se lanzó más tarde en 2008. Beyoncé interpretó la canción en vivo en el primer baile de Barack Obama con su esposa Michelle durante la noche de su inauguración como presidente de los Estados Unidos.
Posicionamiento en listas
| Listas (2008-2009)                               | Mejor posición |
| Semanales                                        | Semanales      |
| ------------------------------------------------ | -------------- |
| Canadá (Canadian Hot 100)                        | 79             |
| Estados Unidos (Billboard Hot 100)               | 67             |
| Estados Unidos (Billboard Hot R&B/Hip-Hop Songs) | 79             |
| Estados Unidos (Billboard Jazz Song)             | 9              |
| Reino Unido (UK Singles Chart)                   |                |
| Anual                                            |                |
| Estados Unidos (Billboard Smooth Jazz Songs)     | 33             |

Historial de lanzamiento
| País           | Fecha                   | Formato                  | Discográfica                  | Ref    |
| -------------- | ----------------------- | ------------------------ | ----------------------------- | ------ |
| Estados Unidos | 3 de noviembre de 2008  | Smooth jazz radio        | Music World, Columbia Records |        |
| Estados Unidos | 18 de noviembre de 2008 | descarga digital         | Music World, Columbia Records | [ 26 ] |
| Estados Unidos | 27 de octubre de 2009   | Urban contemporary radio | Music World, Columbia Records | [ 27 ] |

## Versión de Ha*Ash
«At Last» fue grabada por el dúo estadounidense Ha*Ash para su primer álbum en vivo Primera fila: Hecho realidad (2015). La canción fue lanzada oficialmente junto al álbum el 13 de noviembre de 2015.
La canción es una actuación en vivo de Ha*Ash en Lake Charles, Luisiana. Se grabó junto a la Big Band de México y fue escrito por Marck Gordon y Harry Warren y producido por Rodolgo Vásquez.
Presentaciones en vivo
El tema no se encontraba incluida en el setlist de la gira 1F Hecho Realidad Tour para la promoción del disco Primera Fila: Hecho realidad, sin embargo, fue cantada por primera vez por el dúo durante la gira el 7 de agosto de 2015.
Créditos y personal
Créditos adaptados de Genius y AllMusic.
- País de grabación: United States
- Sony / ATV Discos Music Publishing LLC / Westwood Publishing
- Copyright (P): 2015 Sony Music Entertainment México, S.A. De C.V

- Ashley Grace: guitarra y vocales.
- Hanna Nicole: vocales y guitarra.
- Mack Gordon: Composición
- Harry Warren: Composición
- Rodolfo Vásquez: Producción

Historial de lanzamiento
| País    | Fecha                   | Formato   | Discográfica      | Ref    |
| ------- | ----------------------- | --------- | ----------------- | ------ |
| México  | 11 de noviembre de 2014 | streaming | Sony Music México | [ 33 ] |
| Various | 11 de noviembre de 2014 | streaming | Sony Music Latin  | [ 34 ] |

## Otras versiones
Ha sido versionada por muchos artistas, entre los que se cuentan:
- Connie Haines (1942)
- Anthony Ray (1952)
- Miles Davis (1953)
- Chet Baker (1953)
- Nat King Cole (1957)
- The Four Freshmen (1960)
- Etta James (1961)
- Baby Face Willette (1961)
- Ben E. King (1962)
- Shirley Scott (1962)
- Brenda Lee (1963)
- Judy Garland (1964)
- Mary Wells (1964)
- The Glenn Miller Orchestra (1965)
- Doris Day (1965)
- Washington Baby (1968)
- Stevie Wonder con James Jamerson en el bajo (1969)
- Laura Lee (junio de 1972)
- Randy Crawford (1977)
- The Fatback Band (1978)
- Ella Fitzgerald (1983)
- Phoebe Snow (1991)
- Diane Schuur y BB King (1994)
- Stevie Nicks (1999)
- Christina Aguilera (1999-presente)
- Joni Mitchell (2000)
- Eva Cassidy (2000)
- Celine Dion (2002)
- Mary Coughlan (2002)
- DeMato Julia (2003)
- Cyndi Lauper (2003)
- Michael Bolton (2004)
- Kenny G. con Arturo Sandoval (2005)
- Michael Feinstein y George Shearing (2005)
- Aubrey O'Day (2005) (En vivo)
- Raúl Malo (2006)
- Aretha Franklin (2007)
- Wynonna Judd (2007; sólo en concierto)
- Beyoncé (2008)
- Kevin Michael (2009)
- Salomón Stacey (2010)
- Liza Minnelli (2010)
- Brandy (2010)
- Paloma Faith (2010)
- Gabrielle (2013)
- Ana Belén (2015)
- Ha*Ash (2015)